# E.S.P.
E.S.P. — студийный альбом американского джазового музыканта Майлза Дэвиса, вышедший в 1965 году на лейбле Columbia Records.
E.S.P. первый из серии альбомов, записанных классическим квинтетом Майлса Дейвиса.
По мнению обозревателя сайта Allmusic.com Stephen Thomas Erlewine: «Записи остаются свежими и оригинальными и по сей день, потому что они существуют на этой особой разделительной линии, между стандартным бибопом и авангардом».

## Список композиций

### Сторона 1
1. «E.S.P.» — 5:27
2. «Eighty-One» — 6:11
3. «Little One» — 7:21
4. «R.J.» — 3:56

### Сторона 2
1. «Agitation» — 7:46
2. «Iris» — 8:29
3. «Mood» — 8:50

## Участники записи
- Майлс Дейвис — труба
- Уэйн Шортер (Wayne Shorter) — тенор-саксофон
- Херби Хэнкок (Herbie Hancock) — пианино
- Рон Картер (Ron Carter) — контрабас
- Тони Уильямс (Tony Williams) — ударные